# Die Jüdin von Toledo (Roman)
Die Jüdin von Toledo ist ein 1955 veröffentlichter historischer Roman von Lion Feuchtwanger, der in Deutschland auch unter dem Titel Spanische Ballade vertrieben wurde.  Er erzählt die in die zeitgenössischen Chroniken eingegangene Legende der mehrjährigen Liebesbeziehung zwischen dem kastilischen König Alfons VIII. (1169–1214) und Raquel, der Tochter seines jüdischen Ministers Jehuda Ibn Esra. Unter den Bedingungen der Reconquista und nach dem Aufruf des Papstes zur Rückeroberung Jerusalems galt nicht nur den christlichen Zeitgenossen diese Beziehung als Gotteslästerung, die trotz aller Anfeindungen und Intrigen der Legende nach sieben Jahre andauerte.
Im Mittelpunkt der Figuren steht neben Alfonso und seiner Geliebten Raquel ihr einflussreicher Vater, der unter dem Vorwand der notwendigen ökonomischen Vorbereitung des Krieges alles unternimmt, um ihn gerade dadurch zu verzögern, wohlwissend, dass in Glaubenskriegen die jüdischen Gemeinden oft als erste ausgelöscht werden.

## Übersicht
Der König des christlichen Kastiliens, Alfonso VIII., muss nach einer militärischen Niederlage gegen den Emir von Sevilla seine Staatskasse füllen, um die Schäden zu ersetzen, die Reparationen zu zahlen – und den nächsten Angriff auf den muslimischen Süden Spaniens vorzubereiten. Zu diesem Zweck umwirbt er einen Berater seines Gegners, der seinen muslimischen Fürsten für den christlichen König verlässt. Der König ernennt den Kaufmann und Bankier Jehuda Ibn Esra zum obersten Kämmerer und Generalsteuerpächter. Er soll durch sein Geschick die Wirtschaft wieder aufbauen.

Iberische Halbinsel zur Zeit der Herrschaft der Almohaden (Pfeile zeigen die Stoßrichtungen der christlichen Heere während der Reconquista; A=Aragón, C=Kastilien, L=León, N=Navarra, P=Portugal).

Nicht nur der jugendliche, impulsive, zu langfristigen Planungen unwillige König hasst die Abhängigkeit von diesem mediterran gut vernetzten Exponenten der diskriminierten Minderheit, sondern auch der Erzbischof von Toledo und die Vasallen des Königs. Die Kirche versucht die häufigen Fehden und Kriege des Adels gegeneinander in einen gemeinsamen Kampf zur Eroberung auch der südlichen Hälfte der Iberischen Halbinsel, in die Reconquista umzulenken. Zur Zeit der Handlung haben die christlichen Heere die Iberischen Halbinsel schon etwa bis zur Hälfte, bis Madrid und Toledo erobert.
Der Jude Jehuda an dieser einflussreichen Position als Finanzminister ist sowohl für die Kirche eine Provokation als auch für die Vasallen des Königs, die Granden, die durch die vom König unterstützten Vorschläge Jehudas an Einfluss verlieren. Seine Wirtschaftspolitik fordert höhere Zahlungen an die Krone, unterstützt aber gleichzeitig Handel und Gewerbe, sodass sich die Staatskasse allmählich füllt. Jehuda vermehrt durch diesen Erfolg zwar auch seinen Reichtum und seine Macht, vor allem aber verzögert er durch seine wiederholten Ausführungen zu steigenden Kosten militärischer Aktionen, durch immer neue Projekte und durch die Verhinderung von militärischen Bündnissen den Beginn neuer kriegerischer Auseinandersetzungen. Denn sein eigentliches Ziel ist nicht, die Kriegsfähigkeit Kastiliens wiederherzustellen, sondern sie in einem gefährlichen Doppelspiel auf intelligente Weise zu hintertreiben: Seiner Erfahrung nach wurden in Glaubenskriegen die jüdischen Gemeinden immer die ersten Opfer von Pogromen.

In diesem komplizierten politischen Feld der Macht begegnet König Alfonso der jungen Raquel, Tochter Jehudas, der Legende nach Rahel la Fermosa genannt, die mit ihrer Schönheit, ihrem Selbstbewusstsein und ihrer Offenheit großen Eindruck auf den König macht. Von Anfang an fasziniert ihn diese Andersartigkeit einer außergewöhnlich Frau der jüdischen Elite, mit der er zu schlafen begehrt. Er renoviert ein verfallenes Schloss vor den Toren Toledos, die Galiana, im maurischen Stil und presst Jehuda die Zustimmung ab, Raquel als seine Maitresse dort wohnen zu lassen. Für eine längere, der Legende nach siebenjährige Beziehung pendelt er zwischen diesem Liebesnest, seinen Aufgaben am Hof von Toledo und – gelegentlich – auch der Residenz seiner Ehefrau Dona Leonor in Burgos, hoch im Norden der Halbinsel. Raquel bekommt mit Alfonso einen Sohn, den Jehuda zur Verhinderung seiner christlichen Taufe im moslemischen Gebiet in Sicherheit bringen lässt.

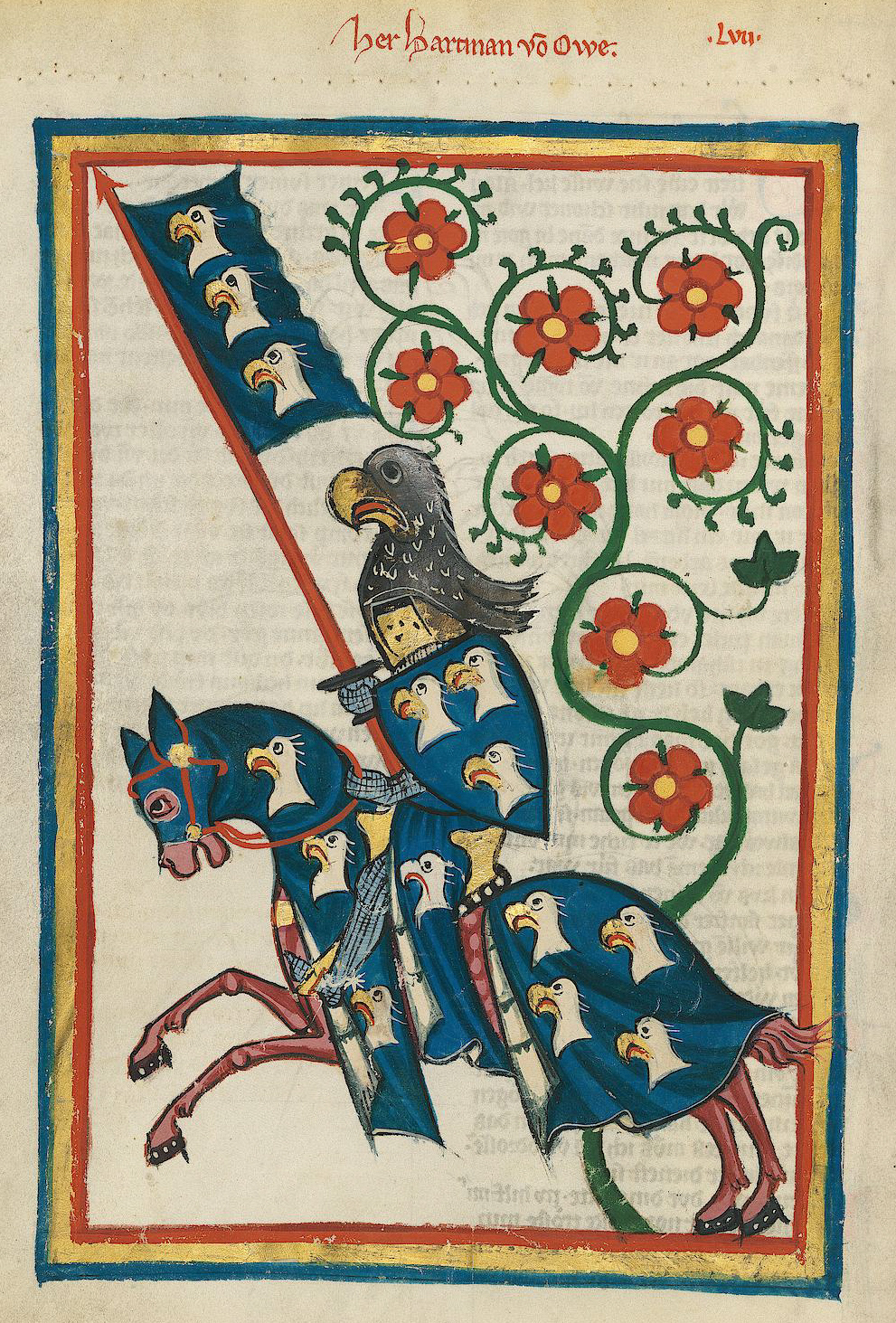
Codex Manesse Hartmann von Aue (um 1310)

Neue Ereignisse verstärken den christlicher Ruf nach Rache: Jerusalem wird von moslemischen Truppen eingenommen, der ruhmsüchtige Richard Löwenherz besteigt den englischen Thron und bereitet den nächsten, schließlich von ihm als Feldherrn geführten Kreuzzug vor. König Alfons will seinen Ruf als Vorbild christlicher Ritter mit einem militärischen Erfolg verteidigen und entschließt sich, Raquel und seine Liebesinsel zu verlassen. Er plant einen Überraschungsangriff auf das riesige moslemische Heer, wird aber wegen seiner strategischen und taktischen Unfähigkeit wieder – und dieses Mal vernichtend – geschlagen. In den hierauf folgenden Wirren in Toledo werden Jehuda und Raquel vom Mob als Schuldige der Niederlage ermordet. Nachträglich erkennt König Alfonso seine aus der Verblendung durch Ehrsucht und Kriegshetze rührende Verantwortung für die militärische Niederlage und den Tod seiner Liebsten. In der Abkehr von bisherigen Überzeugungen will er in Zukunft den Inspirationen von Raquel und dem von Jehuda vorgeschlagenen Weg folgen.

## Komposition und Erzählstil
Der Roman ist in drei Teile von 140 bis über 180 Seiten gegliedert und jeder Teil wird mit einer Mottoseite eröffnet, deren Texte einer Chronik des 13. Jahrhunderts und einer späteren Romanze entnommen sind. Diese drei Motti (Der König verliebt sich in die schöne Jüdin / Der König schließt sich fast sieben Jahre mit seiner Jüdin ein / Die Granden des Reiches ermorden die Jüdin) sind reduzierte Zusammenfassungen der Handlung, die den Leser vorweg informieren und ihn damit nicht auf das Was, sondern auf das Wie der Handlung lenken. Mit der Verweigerung der Überraschung unterstützt der Erzähler eine unemotionale Aufmerksamkeit: Statt der vor allem in der englischsprachigen Literatur einen eigenen Typ von Kriminalromanen konstituierenden Frage „Whodunit“ dreht es sich hier um ein „Howcomes“. Rehrmann erkennt in dem „klaren Handlungsaufbau“ einen „doppelten Spannungsbogen von Liebesbeziehung einerseits und Kriegsverzögerung andererseits“, der eine „bemerkenswerte narrative Ökonomie und thematische Konzentration“ entspreche.
Diese Haltung unterstützt der Erzähler durch eine große Nähe zu seinen Figuren, deren Perspektiven er immer wieder im Wechsel übernimmt und auf diese Weise ihr Verhalten von innen her konstruiert: Der Romancier, schreibt Feuchtwanger, „begnügt sich nicht, die darzustellenden Menschen anzuschauen und sie mit denen der eigenen Zeit zu vergleichen, er lebt sich in sie hinein.“ Er stellt im Stil einer objektiven, unbeteiligten Erzählung beispielsweise auf zwei Seiten dar, was der Vorsteher der jüdischen Gemeinde in drei Sekunden denkt, blickt in die Zukunft seiner Figuren, zeigt, zu einem personalen Erzählen wechselnd, wie ein von den Ereignissen überwältigter Beobachter seine Überraschung und Betroffenheit und fühlt sich in die Zukunftsängste Jehudas ebenso ein wie in seine missionarische Hybris.
Die drei Teile sind in sieben, sechs und wieder sieben Kapitel untergliedert, die durch diese Ungleichheit den Akzent auf den Unterschied legen: Die Zahl Sieben wird an zentralen Stellen des Romans genannt, nicht nur als Dauer der Liebesbeziehung, sondern auch bei den „Säulen der christlichen Wissenschaft“, dem Trivium und Quadrivium, dann bei der Erläuterung des Sabbats, des siebenten Tages der Woche, und bei der Dauer der Trauer Jehudas um seinen konvertierenden Sohn Alazar. Die Sieben ist ein Hinweis auf einen Abschluss, eine Vollständigkeit oder Erfüllung. Da die Kapitel des mittleren Teils aus einer Vielzahl von Sequenzen bestehen, wäre es durch kleine Verschiebungen ohne weiteres möglich gewesen, auch den zweiten Teil in sieben Kapitel zu gliedern: Die Minderzahl zeigt daher schon in der Organisation des Stoffs die Unabgeschlossenheit, Unvollständigkeit und tiefe Erschütterung dieser Liebesbeziehung, die über den Tod Raquels hinaus den König prägt.

## Sprache
Die den Erzähler von der historischen Zeit der Handlung trennenden mehr als siebenhundert Jahre verdeutlicht der Autor auch durch die Sprache. Als Mittel der Distanzierung nutzt er vor allem die Modifikation von Verben und das Spiel mit Anklängen und Andeutungen. So schreibt er vom „kühlenden, sänftigen Wasser“, statt eines inneren Lachens „lächert“ es den König oder er handelt mit „versperrtem“ Gesicht und gibt Jehuda „danklos“ die schlaffe Hand. Jehuda sei von jeher „ruhmredig“ und „zettelt“ gegen den König seine Intrigen. Statt eines Herzschlags gibt es einen göttlichen „Schlag aufs Herz“, in das sich vielleicht ein Bedenken hinein „gewurmt“ hat. „Als etwas mühsam mögen einige jüngere Leser wahrscheinlich die leicht manieristische Sprache des Romans empfinden, die auch hier und da Kobolz schießt.“ Dabei ist nicht immer zu entscheiden, ob es sich um Archaismen, Neologismen, Metaphern oder dialektale Verwendungen handelt.

## Geschichte und Historischer Roman
Ein historischer Roman erzählt seine Geschichte in einem historischen Setting, aber er ist keine Geschichtsschreibung. Zwar scheint die Liebesbeziehung zwischen König Alonso und der Jüdin Raquel nach neueren Studien überhaupt nur eine Legende zu sein, aber der Roman schildert historische Realitäten mit den Konflikten zwischen den Königreichen Kastilien und Aragon sowie León, den gegensätzlichen Interessen von König und Granden, von Adel und sich entwickelndem Bürgertum sowie zwischen Klerus und Krone.

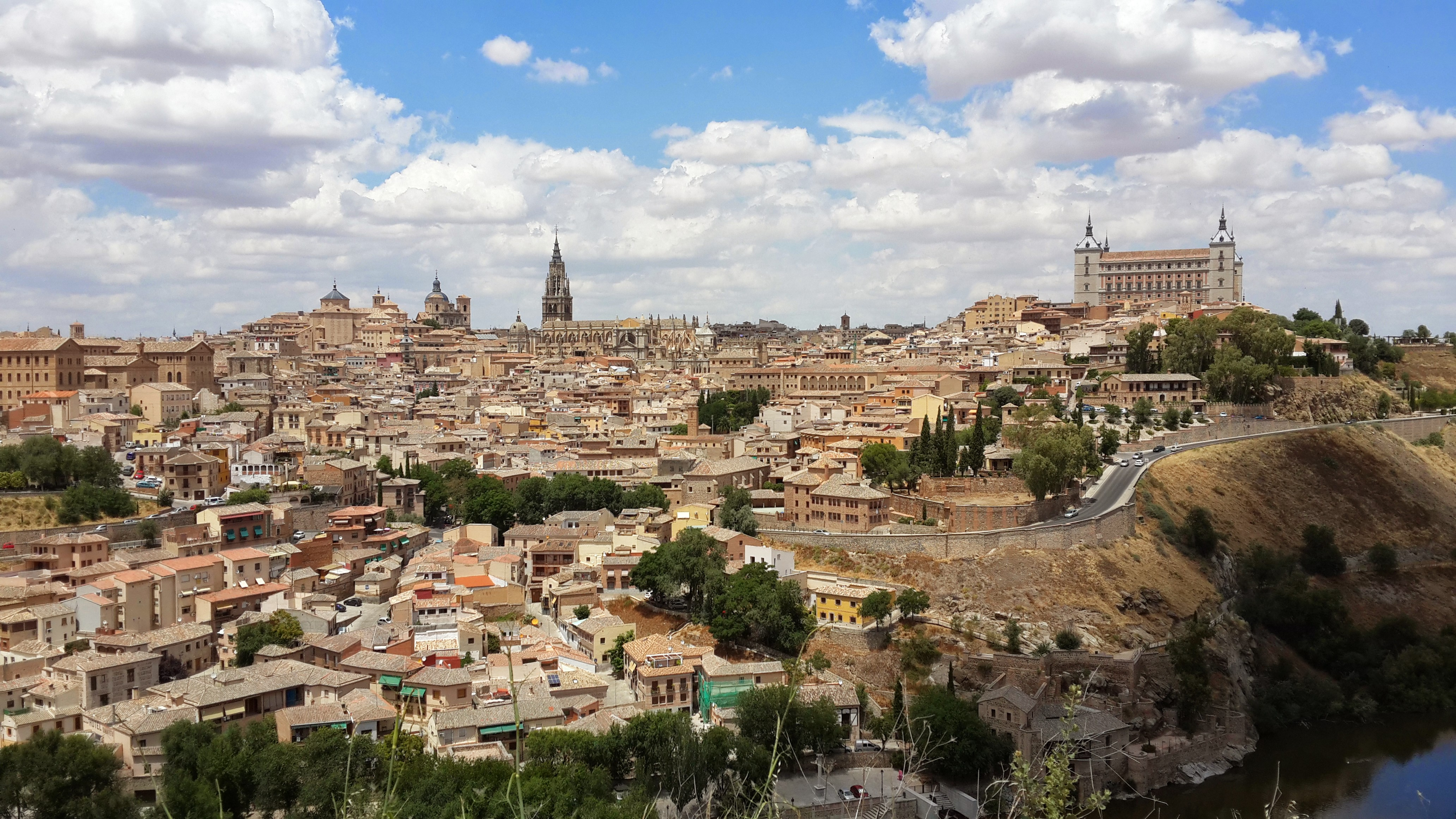
Burgberg mit Schloss und Kathedrale dominieren Toledo noch heute

Seine Auffassung von der besonderen Art des historischen Romans hat Feuchtwanger in Auseinandersetzung mit Georg Lucács präzisiert: Reine Wissenschaft könne nichts anderes liefern als Skelette. „Es sind zuweilen sehr sauber präparierte Skelette, deren Betrachtung eine Art ästhetischer Befriedigung verschafft, aber mit lebendigem Fleisch umgeben kann ein solches Skelett nur dichterische Phantasie.“ Das Wissen um den Menschen und seine Komplexität habe der Dichter dem Historiker voraus. Und, diesen Primat weiter erhöhend, ergänzt er: „Es gibt keine andere Geschichtsschreibung, die ihren Namen verdient, als historische Dichtung.“ Falls Figuren mit historisch verbürgten Namen auftreten, werden, so Wilpert, Motive und Ereignisketten für die narrativen Zwecke „in freikünstlerischer Prosagestaltung“ umgeformt; dieser Unterschied zwischen Geschichtsschreibung und „Geschichtsdichtung“ zeigt sich beispielsweise beim Blick auf die dramatischen Wendepunkte der Erzählung:
Orientiert man sich an den historischen Daten, dann setzt die Handlung 1191 oder 1192 n. Chr. ein, fünfzehn Monate, nachdem König Alfonso VIII. von Kastilien „seinen leichtsinnigen Feldzug gegen Sevilla verloren hatte“ und einen mehrjährigen Friedensvertrag akzeptieren musste. Die die Handlung vorantreibenden Ereignisse enden im vierten Kapitel des dritten Teils mit der vollständigen Niederlage gegen das moslemische Heer der Almohaden unter Kalif Yaqub al-Mansur in der historischen Schlacht bei Alarcos. Die erzählte Zeit, der Kern der Handlung, lässt sich demnach historisch auf den Zeitraum zwischen etwa 1191 oder 1192 n. Chr. bis 1195 oder vielleicht noch 1196 n. Chr. eingrenzen.

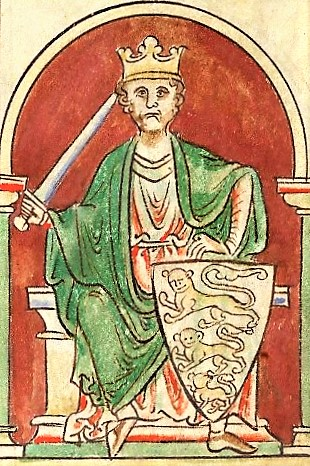
Richard Löwenherz (Buchmalerei 1255)

Abweichend von diesen Eckdaten steigert der Erzähler die Pflicht Alfonsos zur Teilnahme am Kreuzzug gegen den Islam durch zwei nach dem Beginn später erwähnte, historisch aber frühere Ereignisse, die moslemische Rückeroberung Jerusalems 1187 n. Chr. mit dem folgenden Papstaufruf zum Heiligen Krieg gegen den Islam und die Thronbesteigung Richard I. von England („Richard Löwenherz“) 1189 n. Chr., der dem kastilischen König die Rolle des christlich-ritterlichen Vorbilds streitig zu machen droht. Was dramaturgisch als eine zum Krieg drängenden Ereigniskette kausal konstruiert wird, liegt somit historisch um Jahre vor dem Beginn der Handlung: „Rein erzähltechnisch (…) hat Feuchtwanger verschiedene weiter auseinanderliegende Ereignisse zeitlich verdichtet, um unnötig Spannung abbauende Längen zu vermeiden. (…) eine Teleskoptechnik, um Wesentliches in eine Nähe zusammenzurücken und die Handlung von den Schlacken unwichtiger Ereignisse zu befreien.“ Auf diese Weise steigert die Erzählung bei Alfonso, der seine Lebensleistung mit den im gleichen Alter erzielten Eroberungen Alexanders vergleicht, die ritterliche Scham von den Selbstzweifeln bis zur kopflosen Kriegsplanung und vollständigen militärischen Niederlage.
Die Abweichungen der Poesie von der Chronologie öffnen einen Raum für eine nachvollziehbare Figurenentwicklung und ein dramatischeres Zusammenspiel von historischer und mythischer Zeit: So ist beispielsweise auch Raquel kurz vor der Übersiedlung von Sevilla nach Toledo (also um 1192) eine „Siebzehnjährige“, demnach um 1175 geboren und dem König eine zwar junge, aber erwachsene Partnerin; andernorts aber wird Raquels Geburt auf die Zeit um 1181 datiert, wodurch sie gegenüber der Königin deutlich verjüngt und auf ein Kind reduziert wird: „Dass die andere [Raquel] zehn oder zwölf Jahre nach ihr [Königin Leonor, historisch geb. 1170] aus ihrer Mutter Leib gekrochen war, das war es sicher nicht, was Alfonso von Leonor zu der anderen gezogen hatte,“ versucht die eifersüchtige Königin sich zu beruhigen.
Sowohl die zweite Altersbestimmung Raquels als auch die in den Legenden gezählten fast sieben Liebesjahre fügen sich nicht in die Rahmenzeit von 1192 bis 1195, dem Jahr der Ermordung Raquels nach Alfonsos Niederlage bei Alarcos, wodurch aber auch hier narrative Akzente gesetzt werden können. Feuchtwangers souveräne Kenntnisse des historischen Materials ermöglichen erst die „epische Transformation“, die er mehrmals aus ästhetischen Gründen durchführt.

## Unglaubliche Liebe

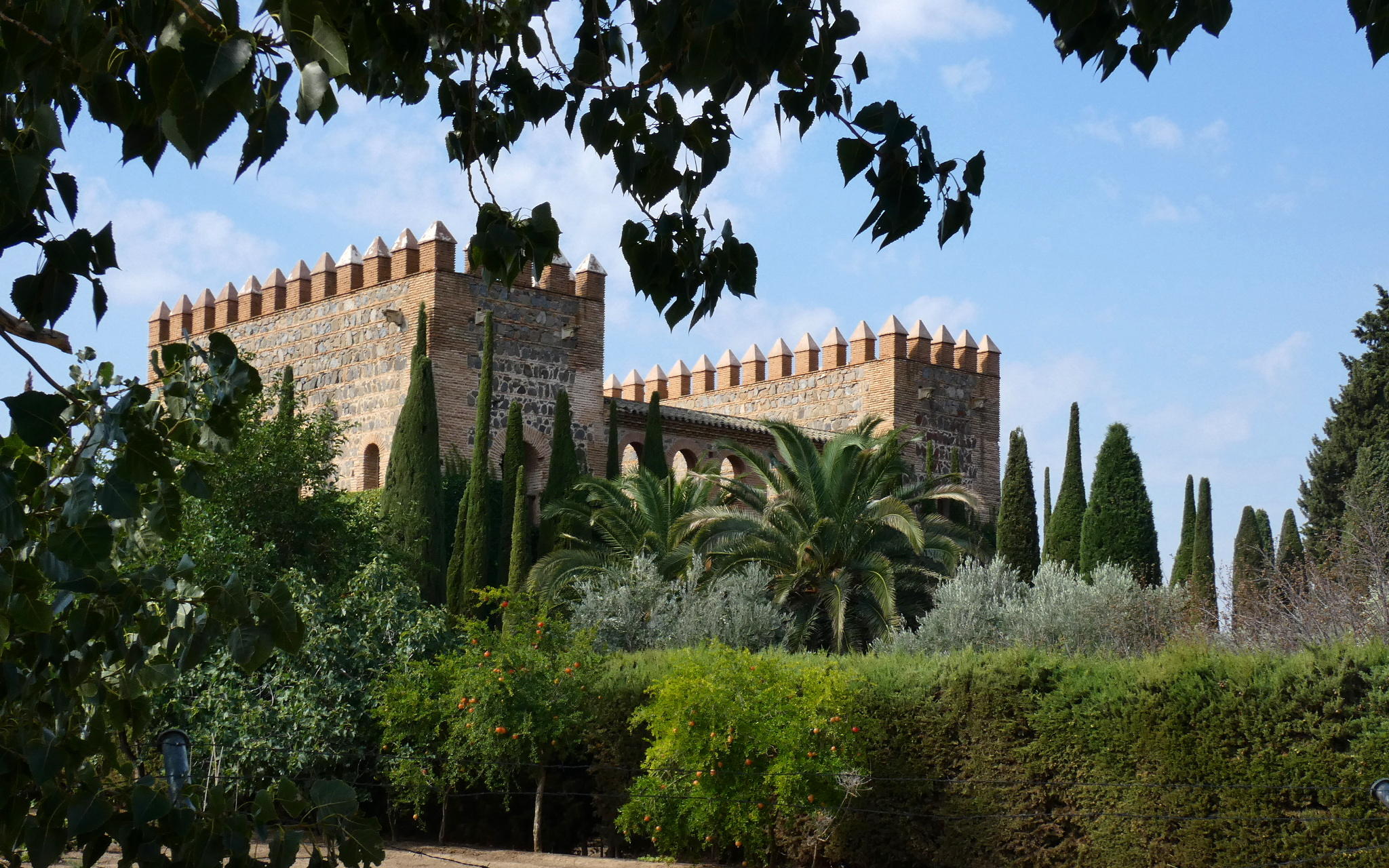
Die Ruinen der Galiana, des „Liebesnests“ von Alfonso und Raquel

Alfonso und Raquel erleben während fast ihrer ganzen Beziehung eine unerwartete sexuelle Erfüllung. Für Alfonso, der als Erbe der Krone dynastische Heiraten als Normalform des Adels akzeptiert hat, ist das neue sinnliche Begehren primär: „Wie er hier lebte, das war Leben; alles vorher war Halbschlaf gewesen.“ Für Raquel, die sich wie Jehuda als Berufene sieht, ist er der erste und ihrer göttlichen Sendung entsprechende Sexualpartner. Anfangs erleben beide die Beziehung als gemeinsames Wachstum, das durch Neugier auf alle Lebensäußerungen des Partners vorangetrieben wird: „Jedes Wort, das einer von ihnen sagte, war wichtig (…). Im innersten Gefühl war man gleich, da spürte man genau, was der andere spürte: ein uferloses Glück“, in dem sie bis zum Ende schwelgen, sobald sie zusammen sind. Dieses gemeinsame, parabelhafte Wachstum personifiziert in Raquel und Alfonso die historische Möglichkeit transkultureller Entwicklungen im zeitgenössischen Spanien.
Relativ früh zeichnen sich aber auch Themen ab, bei denen ein tieferes Verständnis des anderen unwahrscheinlich und letztlich unmöglich ist. In ihrer „Ko-Evolution“ tauschen sie sich permanent über ihre „Bilder der Welt, die Überzeugungen und Meinungen, die Muster und Schablonen“, ihre „übergeordneten Konstrukte“ aus, die aber bei wichtigen Themen dennoch disparat bleiben.

Insbesondere das Rittertum mit seiner Ehrvorstellung und Kriegslust, die Diskriminierung von Moslems und Juden durch das Christentum sowie der Rollengegensatz von Männern und Frauen resultieren in nicht auflösbaren Meinungs- und Wertunterschieden der beiden. Diese Fremdheit ist für den Erzähler so tiefgehend, dass er im Gestus des Staunens über die in der Legende mehrjährige Beziehung seine Raquel-Figur direkt anspricht: „Wie aber steht es um dich, Raquel? (…) Und trotzdem sehnst du dich nach ihm und weißt, er braucht nur zu rufen, und du gehst zurück, du rennst zurück zu ihm.“ Diese erste Anrufung formuliert der Erzähler, nachdem Raquel von Alfonso vergewaltigt worden ist: Alfonso hatte voller Wut darauf reagiert, dass sie ihn darum bat, einem politischen Projekt ihres Vaters, der Ansiedlung jüdischer Flüchtlinge in Kastilien, zuzustimmen.

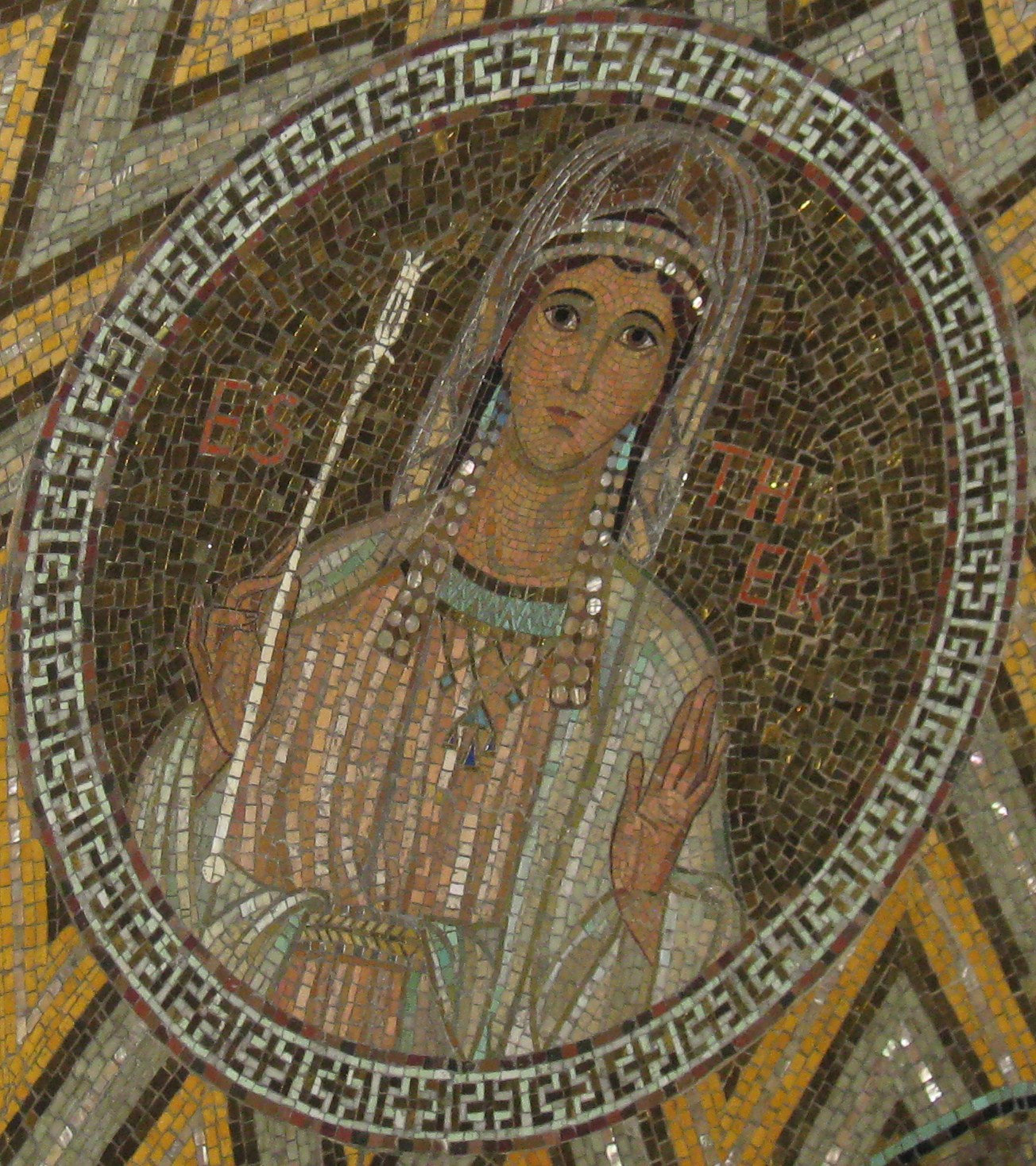
Bildnis der Esther, Feuchtwangers Inspiration zur Raquel-Figur aus dem Alten Testament, in der Kirche auf dem Berg Zion in Jerusalem.

Ein zweites Mal wendet sich der Erzähler an Raquel, als sie, Momente vor ihrer Ermordung, die Folgen ihrer anspruchslosen Liebe erkennt. Trotz ihres Alfonso faszinierenden Selbstbewusstseins, trotz ihrer Bildung und Einflussmöglichkeiten unterwirft sie sich mit tödlicher Konsequenz dem zeitgenössischen Verhaltensideal christlicher Frauen. Für Rehrmann hat Feuchtwanger in der Liebesbeziehung die „kulturelle Verschmelzung, gewissermaßen ihre literarische Allegorie“ dargestellt und die „Aporien, aber auch Chancen im Umgang mit dem Fremden“ untersucht. Das Scheitern des trikulturellen Zusammenlebens im Kleinen stehe für das Ende der convivencia, des Zusammenlebens im nationalen Maßstab.

## Auswege aus der Verfolgung
Im Islam und Christentum des Hochmittelalters bestehen die geo-politischen Strukturen aus über Jahrhunderte gewachsenen Hierarchien von Vasallen und ihren Lehensherren, deren oberste Spitzen das Herrschaftsrecht auf göttlichen Auftrag zurückführen. Die Gesellschaften der Kalifen und Wesire, der Kaiser und Könige sind zur Zeit der Handlung durch Erbrecht, Verheiratung und Neubelehnung in Systeme mit sich überkreuzenden Verantwortlichkeiten mutiert, deren widersprüchliche Abhängigkeiten auch Zeitgenossen nicht immer klären können. Die Verzögerung der Lösung dieser feudalen Fehden ist daher eine der Substrategien Jehudas zur Verhinderung des Krieges.
Die nach außen noch weitgehend abgeschlossenen Wirtschaftsräume der meisten christlichen Könige und Fürsten kommunizieren in wichtigen ökonomischen Fragen neben ihrer Diplomatie über ihre jüdischen Untertanen miteinander, deren rechtlicher Sonderstatus und ethnische Verbindung sie für solche Aufgaben an vielen Fürstenhöfen prädestinieren. Feuchtwanger lässt seine Adligen mehrfach die Notwendigkeit jüdischer Minister und Berater erwähnen.
Diese Freiheit von feudalen Grenzen impliziert andererseits auch die Schutzlosigkeit der jüdischen Bevölkerung. Der Erzähler beschreibt im Roman verschiedene Strategien ihrer Exponenten, für die sie sich zur Zukunftssicherung in der Gefahr entschieden haben. Am radikalsten positioniert sich der „berühmte und umstrittene“, „strenge und fanatische“, ja auch „wahnsinnige“ Rabbi Tobia Ben Simon, der seine Glaubensbrüder lieber in eine „nebeldunkle Zukunft“ mit Tod und folgendem Seelenheil in Deutschland als zur Neuansiedlung in das sicherere Kastilien führen will: „Keine bessere Krönung des irdischen Daseins konnte er sich denken als das Martyrium, die Opferung, die ´Akeda´. (…) Der wilde Glaubenseifer des Rabbi ersehnte wohl eher, als dass er sie scheute, Qualen und Prüfungen für seine Brüder.“ Die Tobia-Figur personifiziert die in jeder Religion mögliche Selbstopferung als Erlösungskonzept, da das Versprechen der Auserwähltheit auch eine Belohnung für Märtyrer garantiert.
Gegen den kollektiven Selbstmord wenden sich der Vorsteher der jüdischen Gemeinde von Toledo, Don Ephraim, und Jehuda. Während Don Ephraims Credo die Unauffälligkeit der jüdischen Gemeinde und die Vermeidung aller vom christlichen Adel und Volk als Provokationen verstandenen Handlungen ist, will Jehuda sowohl aus Ehrsucht, aus geschäftlichem Kalkül als auch aus strategischer Einsicht die ihm höchstmöglich erreichbare Stellung gewinnen, um durch die Beeinflussung des Königs den Krieg und die mit ihm immer verbundenen Pogrome hinauszuzögern.
Der Roman beschreibt ohne Denunziation diese drei Protagonisten, die die religiösen und politischen Regeln des narrativen Universums auf sehr unterschiedliche Weise zur Durchsetzung ihrer Ziele nutzen. Da sie nach ihrer Prädisposition mit einem entsprechenden Habitus auftreten, sind sie trotz ihrer Unterschiede von innen heraus verständlich. „Gerade in der Gestaltung der Charaktere [liegt] ein Gutteil der Überzeugungskraft (…). Die überaus gründlichen psychologischen Analysen (…) leuchten die handelnden Personen bis in die letzten Beweggründe aus.“

## Kulturelle Aneignung

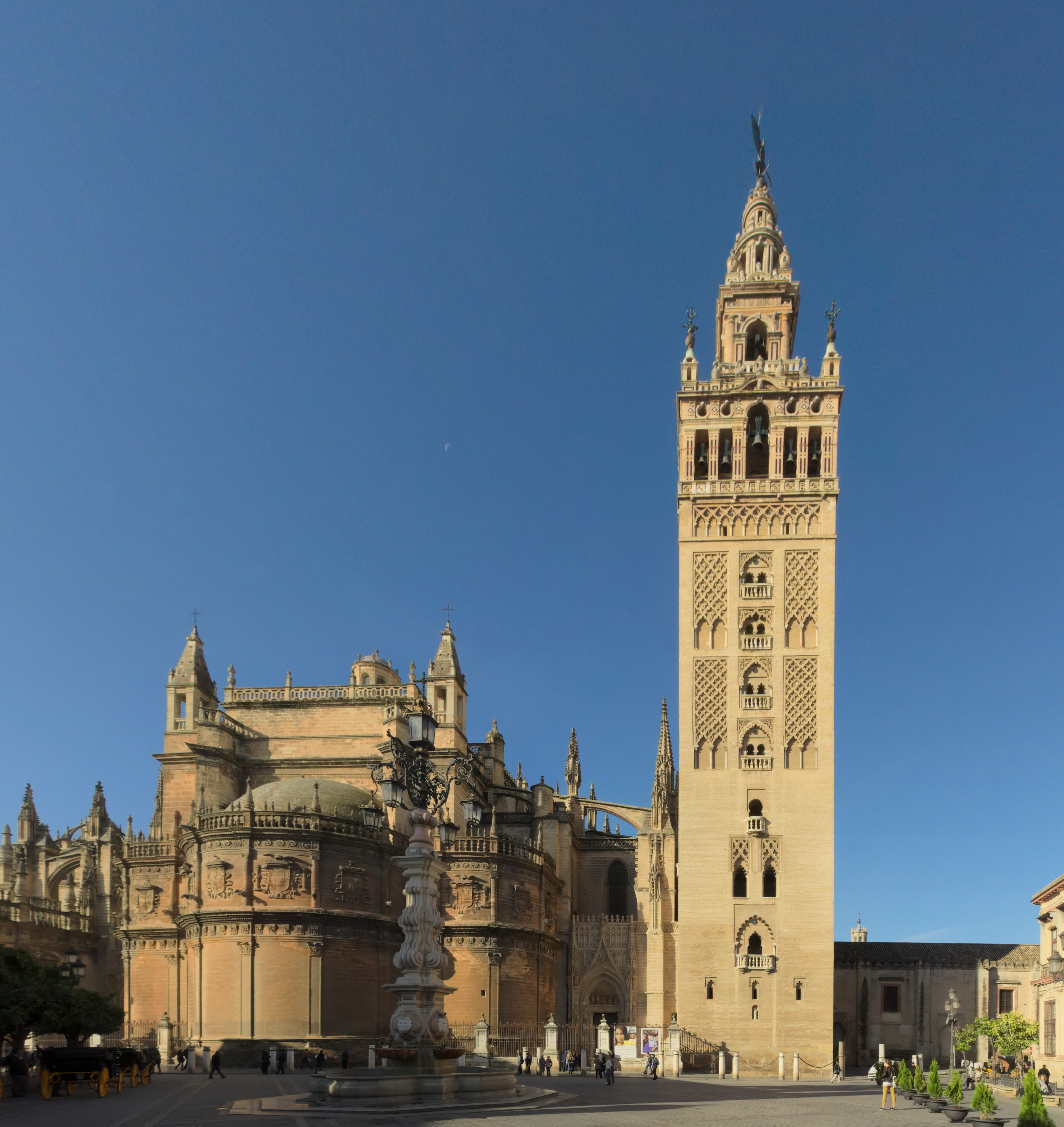
Die Giralda, das als Glockenturm genutzte Minarett der zerstörten Moschee neben der Kathedrale von Sevilla.

### Multikulturelle Prägungen
Die Iberische Halbinsel ist in der erzählten Zeit gegen Ende des 12. Jahrhunderts durch islamische und christliche, jeweils feudal-ländlich-kriegerisch überformte Kulturen sowie durch eine mehr städtisch-handwerklich-geldwirtschaftliche jüdische Kultur geprägt. Der Roman schildert ausführlich ihre Überlagerungen und wechselseitigen Einflüsse in der Beschreibung von Architektur, Einrichtung und Kleidung. Alle diese Kulturleistungen wurden vom Judentum mit entwickelt: „´Was immer in diesem Lande Sepharad groß ist, sei es im Geiste oder sei es im Stein´, sagte er [Benjamin] überzeugt, ´daran haben Juden mitgebaut.´“ Aber auch an den Einstellungen und Werten der Figuren zeigt der Erzähler das inhomogene kulturelle Erbe und ihre Ambivalenz.

### Individuelle Formen der Aneignung
Aus den Möglichkeiten der kulturellen Aneignung wählen die Romanfiguren nach ihrer Prädisposition und Möglichkeit unterschiedliche Formen: Jehudas Sohn Alazar konvertiert aus Begeisterung für das Rittertum zum Christentum. Jehuda, als Kind unter äußerem Zwang zum Islam konvertiert und heimlich den jüdischen Glauben praktizierend, ändert nach der Umsiedlung von Sevilla nach Toledo seinen moslemischen Namen Ibrahim zurück in Jehuda, spricht fließend Arabisch, Hebräisch, Latein und das umgangssprachliche Kastilisch. „Die Sitten der Moslems waren ihm liebe Gewohnheit. (…) Aber wenn er sich mit den anderen Juden Sevillas am Sabbat in den unteren Räumen seines Hauses versammelte, (…) war [das] sein tiefstes Bekenntnis.“ Er „repräsentiert auch höchstpersönlich jenes multikulturelle Spanien, dessen Chancen und Aporien das zentrale Thema des Romans darstellen.“
Seine Tochter Raquel lernt, sich auf die neue Umgebung, die damit verbundene Offenheit und Komplexität einzustellen: „Jetzt war sie vor aller Welt eine Jüdin, (…) aber sie trachtete, nicht zu vergessen, sie las weiter arabisch und übte sich in der zierlichen, schwierigen arabischen Kalligraphie.“ Und sie entwickelt ein Interesse an der im jüdischen Glauben nach dem zweiten der Zehn Gebote untersagten Betrachtung von Menschen- und christlichen Götzenbildern. Während ihr Bruder Alazar seine alte Kultur verlässt, können Jehuda und Raquel das individuell Neue mit einem praktischen Schwerpunkt im Alten adaptieren.

Musa, der ursprünglich moslemische Arzt und Freund Jehudas, entscheidet sich für eine dritte Form der Aneignung, die Äquidistanz zu den drei Religionen Hispaniens: „Er war lax im Glauben und verbarg nicht milde Zweifel an allem, was nicht Wissen war.“ „´Warum bleibst du im Islam, Onkel Musa?´[, fragte Raquel.] ´Ich bin ein Gläubiger der drei Religionen´, antwortete Musa. ´Eine jede hat ihr Gutes, und eine jede lehrt Dinge, welche zu glauben die Vernunft sich sträubt.´“ Diese Offenheit sucht auch der christliche, wissenschaftsinteressierte Sekretär des judenfeindlichen Erzbischofs von Toledo, Domherr Don Rodrigue, in vielen Gesprächen mit Musa, der ihn warnt: „Der Hund des Zweifels schläft leise. Er könnte aufwachen und deine Überzeugungen anbellen und du wärest verloren.“

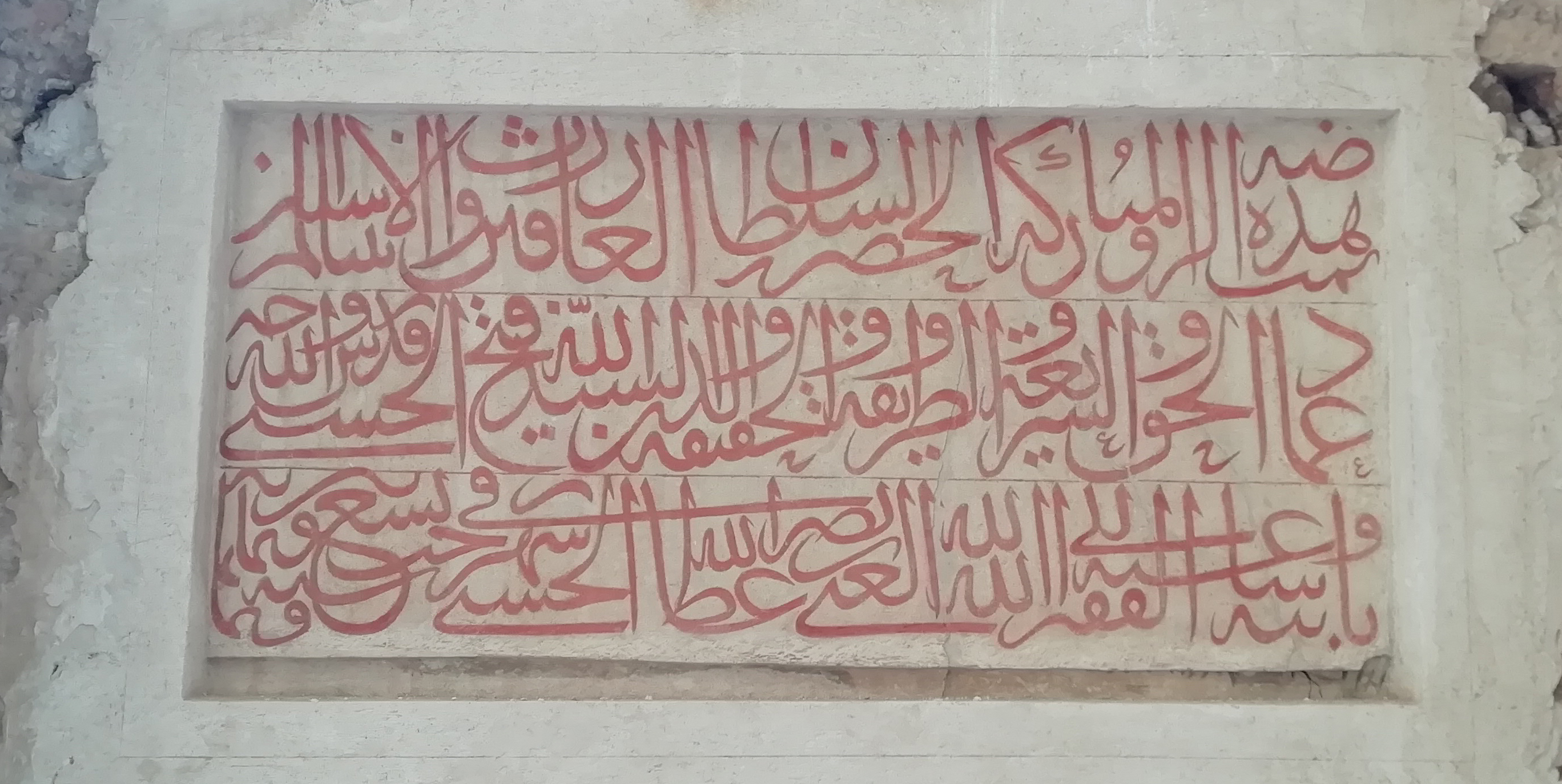
Arabische kalligraphische Inschrift

## Ambivalenter Habitus der Figuren

### Stimmungswechsel
Ambivalenz und Mehrdeutigkeit einer anderen Art charakterisieren viele Gespräche zwischen Jehuda und König Alfonso, der ihn sowohl zur finanziellen Vorbereitung des Krieges braucht, ihm aber auch wegen dieser Abhängigkeit und aus Angst vor einem jüdischen Komplott misstraut: „Alfonso war ihm dankbar und hasste ihn.“ Er verhält sich Jehuda gegenüber in brüsken Stimmungswechseln, gibt ihm die Schuld an vom König verursachten Fehden, beschuldigt ihn des Verrats, ist beleidigend und oft nur kurz davor, ihn hinauszuwerfen. In einzelnen Situationen wird Alfonso sogar selbst von der Kraft der ihn beherrschenden gegensätzlichen Impulse überrascht: „Dann, vor sich selbst erschauernd, hörte er sich sagen …“ Diese Zwiespältigkeit Alfonsos und auch anderer Figuren gestaltet der Erzähler durch eine Reihe von Oxymora: „hämische Höflichkeit“, „bösartige Freundlichkeit“, „ruhmvolle Schmach“, „sündige Freude“, „bitter-lustig“.

### Spiel der Gesichter
Die Ambivalenz seines Herrn bewirkt bei Jehuda ein anderes Auftreten: Er hatte sich „ein zweites Gesicht anwachsen lassen, eine Miene stiller Höflichkeit. Nicht bezwingen aber konnte er seine Stimme; die stammelte und lispelte in der Erregung. (…) Am liebsten hätte er ihm gesagt: Mach deinen Feldzug, du Ritter und Narr.“ Jehuda wird mit seinen mehreren Gesichtern ein „vielschaliger“, ein „vielfältiger Mann“. Erst als Alfonso den Kreuzzug gegen die Moslems auch aus eigenem Interesse aufschiebt, um länger mit Raquel zusammen zu sein, gibt es eine „freundliche“ Kooperation zwischen ihnen: „Sie spielten ein umständliches, augenzwinkerndes Spiel, eine stumme Verschwörung war zwischen ihnen, sie wurden Spießgesellen, der König und sein Escrivano.“

### Seitenwechsel
In diesem Machtgefälle und der Konfrontation der Positionen treten Motive und sichtbares Verhalten auseinander: Was der Gegenüber sieht, ist nicht immer das, was den Habitus bestimmt, das Machtfeld produziert Effekte der Verschleierung. Zu dieser Mehrdeutigkeit gehört auch, dass Königin Leonor auf Anraten ihrer Mutter die zu erwartende Niederlage ihres Mannes nicht verhindert, um in den vermutlich folgenden Wirren die Nebenbuhlerin zu beseitigen: „Es bereitete ihr einen wunderlichen Kitzel, an Niederlage zu denken.“ Taktik und List werden im gegebenen gesellschaftlich-politischen Feld notwendige Tugenden und für den Beobachter gilt: „Die Handlungen der Menschen [haben] selten nur einen Grund, es hat vielmehr jede einzelne Handlung mannigfache Wurzeln“, wie Musa seinen Freund Jehuda belehrt.

## Kriege der Ritter

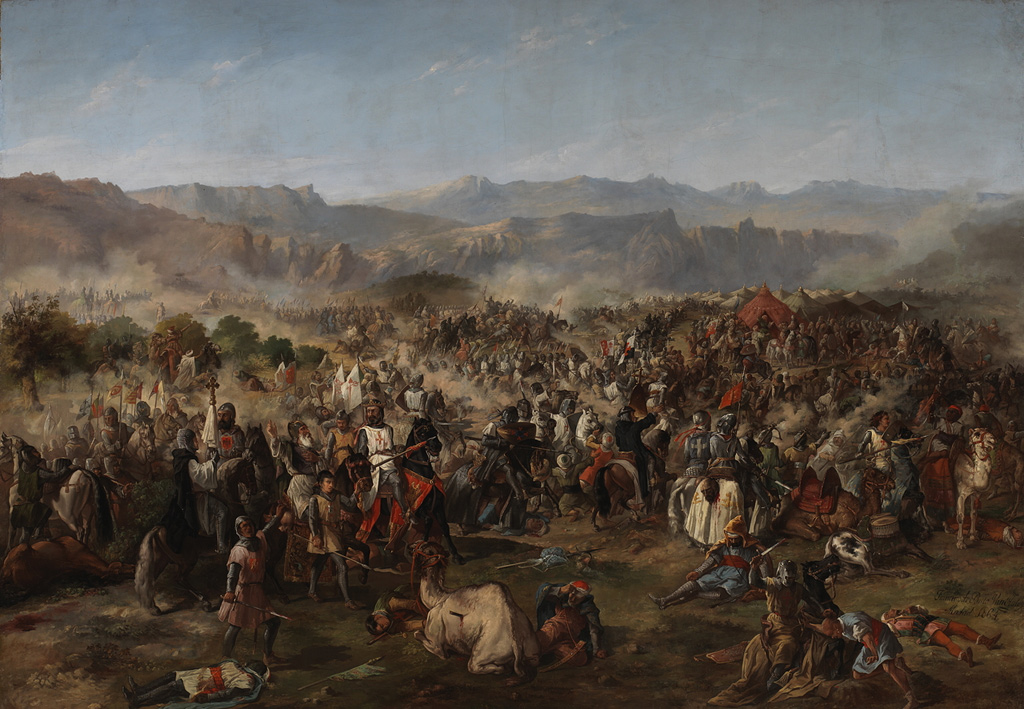
Schlacht von Las Navas de Tolosa 1212, in der die vereinigten spanischen Königreiche das moslemische Heer vernichtend schlagen (Francisco van Halen 1864)

Der Krieg und seine Verhinderung sind die wesentlichen politischen Themen des Romans. Nur im Krieg zu gewinnen und zu vermehren ist die Ehre, die die Kultur der adligen Ritter als ihren Lebenssinn definiert. Die Kämpfe der Panzerreiter in ihren Turnieren, die Kette von Zwei- oder Gruppenkämpfen gelten König Alfonso als beste Vorbereitung auf den Krieg: „Ein rechter Krieg ist kein Schachspiel, er ist ein Tournier, und den Ausschlag gibt nicht klügelnder Verstand, sondern das starke, fromme Herz.“ Ritterehre und Kriegslust werden durch die Figur König Alfonsos personifiziert, diesen „junge[n], ungestüme[n] König, Soldat durch und durch, (…) Soldat und immer wieder Soldat.“ Für ihn war „der Ruhm des Krieges das Höchste, was ein Mann erringen konnte. Erst im Kriege kam heraus, was an einem Manne, was an einem Volke gut war.“ Dagegen für seinen Onkel, den König von Aragon, ist Alfonso nur „die Verleiblichung eines leeren, veralteten Ritterideals“, taktisch von schwindender Relevanz und in Dienst genommen vom Kreuzzug gegen den Islam. Daher ist Feuchtwangers christlicher Protagonist, König Alfonso VIII., mit seinen weltlichen Motiven „alles andere als ein religiöser Eiferer“, was ein desillusioniertes Bild des von kirchlicher Seite geförderten rassistischen Eroberungskrieges zeichnet.
Im Zuge dieser Kritik am überkommenen Rittertum wird im Roman ebenfalls eine abnehmende Bedeutung der Panzerreiter in der militärischen Taktik gegen Ende des Hochmittelalters geschildert: Über den Ablauf der Schlacht bei Alarcos berichtet der Erzähler, dass die Kavallerie der Ritter von Calatrava tief in die moslemischen Reihen gelockt wurde, wo sie von moslemischen Armbrustschützen aus dem Sattel und dann aus dem Leben befördert wurden. Hier und ebenso in den späteren Schlachten von Crécy und Agincourt beenden die seit einhundert Jahren bekannten Distanzwaffen der Armbrüste und englischen Langbögen das ritterliche Spiel lange vor der Verbreitung der Schusswaffen. 

## Kriege des Glaubens

### Intoleranz der Monotheismen
„´Stell dir vor, Dona Raquel´, forderte Benjamin sie auf, ´wie das gewesen sein muss, als die Unterdrückten plötzlich die Herren wurden und die früheren Unterdrücker die Sklaven.“ Der jüdische Glaube ist für den Erzähler ein, wenn auch nicht zum Zuge gekommenes, Herrschaftsversprechen, nicht anders als andere abrahamitische Religionen, sondern nur andersherum. Seine philosophische Substanz unterscheidet sich in dieser Hinsicht nicht von anderen Monotheismen, die zu einem herrschaftsfreien Zusammenleben von Ethnien und Nationen nicht inspirieren. Eine konsistente versöhnliche Perspektive scheint der Erzähler nur in der religiösen Äquidistanz des Philosophen Musa zu sehen. Die „toleranztheoretischen Standpunkte“ anderer Protagonisten lassen sich „partiell in Frage stellen.“ Feuchtwanger zeige „deutlich, wo seine Sympathien liegen: nicht bei den Juden, nicht bei den Muslimen, nicht bei den Christen; sondern bei den Gelehrten, Mildherzigen, Friedenstiftenden.“

### Christliche Reconquista
Zur Zeit der Kreuzzüge wird die Ritterehre überformt vom Prozess der Eroberung der Iberischen Halbinsel unter christlichen Vorzeichen, der Reconquista, die den Heiligen Krieg auch auf muslimischer Seite mit der Idee der gewaltsamen Missionierung befeuert – von christlicher Seite sogar mit Anklängen von Völkermord: „Wir werden deine Moslems ins Meer werfen, Dame,“ erläutert König Alfonso Raquel seine Ziele, „da war das Arabische, das Jüdische, das Urfremde, er konnte es niemals ganz begreifen, er konnte es höchstens vernichten.“ Es scheint Konsens der Forschung, dass das – häufig fragile – Zusammenleben der Kulturen zuerst von den Christen unterminiert wurde.

### Jüdische Vergeltungshoffnungen
Aber nicht nur die religiös geforderte Gewalt der Kreuzzüge und des Dschihad mit ihren Widersprüchen zu Stellen der heiligen Texte des Islam und Christentums spielen eine Rolle in den Wertedebatten des narrativen Universums. Der Erzähler geht  ausführlich ein auf die Auserwähltheit Israels, auf die Vergeltungshoffnungen im Alten Testament und in der jüdischen Tradition, die durch die Umstände der Zerstreuung nur in seltenen historischen Phasen die Oberhand gewinnen konnten. „´Da der Roman in einem Spanien spielt, in welchem Araber, Christen und Juden gegeneinander kämpfen und intrigieren´, schrieb er [Feuchtwanger] am 25. August 1953 an Katja Mann, ´ist es sicher, dass ich mich diesmal sowohl bei Katholiken und Juden wie bei den Arabern in die Nesseln setzen werde.´“
Feuchtwanger war beispielsweise schon lange am Mythos von Ester interessiert, der jüdischen Mätresse des persischen Königs, die ihre Beziehung, ähnlich wie Raquel, zur Rettung des jüdischen Volkes und zur Vernichtung seiner Feinde nutzte. Noch heute feiert das Purim-Fest diese Rettung und das Massaker an den Feinden der Juden. Im Roman kritisiert Benjamin, ein junger Verwandte des jüdischen Gemeindevorstands, diesen Anlass wegen eines Mangels an Mitleid mit den Opfern und eines Übermaßes an Stolz der Täter. Weiter, in einer von Raquel ausgewählten Inschrift in der Galiana „versicherte der jüdische Gott sein auserwähltes Volk seiner ewigen Gnade und des Triumphes über alle anderen Völker“ – und dreht damit an der „Fanatisierungsspirale“.
Jehuda ist wie Raquel eine „fundamentalismusgefährdete Persönlichkeit“: Jehuda, so sehr er einen erneuten Kreuzzug aus Einsicht in die Gefahren für die jüdischen Gemeinden zu verzögern sucht, propagiert nicht immer ein friedliches Zusammenleben mit den Gläubigen anderer Religionen, sondern zeigt sich „als intransigenter Vertreter der jüdischen Religion“. Er wird beispielsweise aufgerufen, am Sabbat in der Synagoge den Wochenabschnitt aus der Schrift zu lesen und voller Hoffnung auf die Erfüllung der Prophezeiungen lauscht die Gemeinde seinen martialischen Worten: Israel, „du frisst die Völker, die Heiden, deine Feinde, du zermalmst die Gebeine deiner Verfolger.“ Die Aufstellung eines Kontingents jüdischer Infanterie für die Truppen Alfonsos lehnt Jehuda nicht etwa aus pazifistischen Gründen ab, sondern weil er sich wegen der geschwächten Selbstverteidigung des jüdischen Viertels von Toledo sorgt. Der mit hohem Einsatz betriebene Kampf Jehudas gegen die Taufe seines Enkels ist Rehrmann ein weiterer Beleg für Jehudas Intoleranz.

## Nachwort und Kalter Krieg
Krieg als primäre Konfliktlösung und seine Überhöhung mit wie immer gefärbten Apotheosen oder Narrativen ist für den Autor auch zur Zeit der Veröffentlichung des Romans ein wichtiges Thema. Im Nachwort der Ausgabe des Aufbauverlages äußert er sich 1955 wie folgt:
„Noch immer gilt als der höchste Ruhm die Glorie des Helden. (…) Weil also das hinreißende Rittertum des Mittelalters noch immer unheilvoll lebendig ist, deshalb geht, glaube ich, die Geschichte von Alfonso und Raquel auch uns an. Die Theoretiker jenes Jahrhunderts erörterten, ob es erlaubt sei, einem Feind, der vielleicht angreifen könnte, durch Angriff zuvorzukommen; sie erörterten, ob es schimpflich sei, den Frieden mit hohen Opfern zu bezahlen. (…) Ich sagte mir, wer die Geschichte. dieser Menschen neu erzählt, schreibt nicht nur Historie, er gibt Problemen unserer Zeit Licht und Sinn. (…) Darstellen will ich also, welche ungeheuren Widerstände der Kampf um den Frieden überkommen muss.“
Bis zum Sputnik-Schock 1957 gingen die USA bei der Bilanzierung der strategischen atomaren Arsenale von einem deutlichen technologischen Vorteil aus und diskutierten daher Möglichkeiten und Folgen eines atomaren Präventiv- oder Erstschlags gegen die Sowjetunion. Dieser wurde damals nicht durchgeführt – im Gegensatz zum israelischen konventionellen Luftschlag gegen die Baustellen der irakischen Atomreaktoren Osirak 1981 und im Gegensatz zum Angriff der Koalitionskräfte unter Führung der USA auf den Irak im Dritten Golfkrieg 2003, den George W. Bush als Präventivkrieg zur Vernichtung irakischer Massenvernichtungswaffen rechtfertigte, die nie gefunden wurden.
Feuchtwanger damals: „Ich kann mir nicht denken, dass ein ernsthafter Romandichter, der mit geschichtlichen Stoffen arbeitet, in den historischen Fakten etwas anderes sehen könnte, als ein Distanzierungsmittel, als ein Gleichnis, um sich selber sein eigenes Lebensgefühl, seine eigene Zeit, sein Weltbild möglichst treu wiederzugeben.“ Feuchtwanger hat 1955 mit seinem historischen Roman in Form einer Parabel zu zeitgenössischen geostrategischen und moralischen Fragen Stellung genommen, die auch im 21. Jahrhundert noch relevant sind.

## Tendenzen der Geschichte
Gegen Ende des Romans fragt der christliche Domherr Rodrigue: „Du [lässt] nicht ab, zu grübeln, zu forschen, dich zu plagen. (…) Und wem nützt deine Mühe?“ Und Benjamin antwortet: „´Gewiss, die Finsternis ist das Übliche und das Licht die Ausnahme. Doch gerade in der ungeheuren Masse Unlicht ist das bisschen Licht doppelte Freude. (…) Ich habe die Zuversicht, dass das Licht bleiben und dass es sich mehren wird. (…) ´ Den Domherrn beschämte die Zuversicht Benjamins.“ Auch König Alfonso lernt aus seiner militärischen Niederlage bei Alarcos, der Ermordung Raquels und Jehudas: „Er hatte sein bedenkenloses Rittertum fahren lassen (…), hatte seine Vergangenheit, seine Jugend abgetan.“ Im Nachwort zur Ausgabe des Aufbau-Verlages sieht Gisela Lüttig wegen dieser Tendenz der Hinweise einen „unsichtbare[n] Lenker der Geschichte, der Fortschritt heißt“, auch in Feuchtwangers Jüdin von Toledo am Werk, „personifiziert in den von Vernunft statt Fanatismus geprägten Vertretern der drei Religionen, Jehuda Ibn Esra, Rodrigue und Musa Ibn Da´du, als Voraussetzung einer Gesellschaft, die den Frieden zwischen den Völkern möglich macht.“
Aber der Erzähler verweigert sich einer konsistenten Geschichtsphilosophie durch widersprechende Hinweise, die er den Zeichen des Aufbruchs und der Umkehr entgegenstellt und die den Optimismus konterkarieren. So wiederholt der Moslem Musa mehrfach, dass der im Großen Buch der Juden beschriebene „böse Trieb“ in allen Menschen mächtig sei und die Gläubigen sich immer wieder vom „Wein des Krieges“ berauschen ließen. Die Fähigkeit zum Bösen ist für den Erzähler eine anthropologische Konstante, die den Menschen neben und nicht über das Vieh stellt: „Nicht besser ist der Mensch als das Vieh, und es ist alles eitel. (…) Wer weiß, ob die Seele der Menschenkinder hinaufgeht und die Seele des Viehs hinunter unter die Erde?“ Und „für eine eher fatalistische Interpretation scheint auch der Märtyrertod  Raquels und Jehudas zu sprechen“, wenn auch dadurch die Umkehr Alfonsos nachvollziehbar wird. Kofler-Mongold spricht von einem „dualistischen Geschichtsbild“ Feuchtwangers aus Fortschrittsglauben und negativer Triebstruktur des Menschen.
Zudem breitet Musa mehrfach ein zyklisches Geschichtsbild aus, nachdem alle Kulturen die fünf Altersphasen Entstehung, Aufstieg, Blüte, Niedergang und Vergehen durchlaufen und der Islam seine Blüte hinter sich, die christlichen Nationen sie aber noch vor sich hätten. Weder mit der behaupteten positiven noch mit einer negativen historischen Tendenz ist der als dritter Zweifelsfaktor wiederholt angesprochene Zufall der Geschichte zu vereinbaren: Dieses unaufhaltsam heranrollende „ungeheure Rad“ der Geschichte veranlasst Musa zu der Metapher, er „habe längst gelernt, dass ich nicht die Hand bin, die den Würfel wirft, sondern der Würfel.“ Eine subjektive Beeinflussung der Würfel – gar zum Besseren – erscheint Zufall und eine kontinuierliche Fortschrittstendenz daher unwahrscheinlich. Diese langfristig wirkenden, grundlegenden Gegenkräfte begrenzen daher den gegen Ende des Romans sich ausdrückenden Optimismus: „Feuchtwangers Fortschrittsbegriff ist eher einer des langen Atems.“

## Leben mit Differenz als historische Aufgabe
Neben der Kritik an Kriegslust und Heldentum und neben dem schwankenden Vernunftoptimismus gibt es im Roman eine dritte für das 21. Jahrhundert relevante Bedeutungsebene. Am Beispiel der aus dem Norden der Iberischen Halbinsel in den Süden vorgetragenen Reconquista mit ihren sowohl theologischen (gegen den Islam) als auch rassistischen (gegen Mauren und Juden) Motiven wird das Zusammenleben mit anderen Kulturen im Roman visionär angesprochen: „Das Hauptanliegen des Romans: Darstellung der überaus komplexen, widersprüchlichen, stets vom Scheitern bedrohten, im spanischen Falle aber doch lange Zeit relativ gelungenen Transkulturationsprozesse und damit der damals wie heute überaus brisanten Thematik des Umgangs mit dem Anderen, dem Fremden.“
Die formale Auflösung der Kolonialreiche in den 1960er Jahren und die Globalisierung haben durch Wanderungsbewegungen und geregelte sowie ungeregelte Migration ein Vordringen des globalen Südens in den Norden, vor allem in die Zentren der Kolonialreiche bewirkt. Damit seien  ethnische Unterschiede in weißen Gesellschaften vergrößert worden, „ein globales Phänomen von historischer Bedeutung“: Der drohende Zerfall nationaler Identitäten resultiere in defensiver Restauration der sich gegen fremde Kulturen abschließenden Nationen und im Zusammenschustern neuer weißer kultureller Identitäten zur Abwehr differenter Einflüsse. Nur im Zusammenhang von Rasse, Ethnie und Nation könne „das Problem des einundzwanzigsten Jahrhunderts, (…), das des Lebens mit Differenz“, angemessen untersucht werden.

## Rezeption
Maya Doetzkies (siehe Weblinks) urteilt, dass bei Die Jüdin von Toledo zwar viele Ritter auftauchen, aber Feuchtwanger „keinen Ritterroman geschrieben , sondern die uralte Saga der Esther des Alten Testaments aufgegriffen und in das Hispanien des 12. Jahrhunderts transferiert [habe]. (…) Feuchtwanger verknüpft die verschiedenen Lebensläufe geschickt und treibt die Geschichte vorwärts – Zug um Zug, wie bei einem Schachspiel. “
Roland Häcker (siehe Weblinks) unterstreicht den Vernunftoptimismus Feuchtwangers: Er „reduziert den Menschen nicht auf seine Rolle. Er ist mehr als das, was er tut, er kann ein anderer werden. Das ist die Hoffnung des Autors. Er erwartet, dass die Vernunft zunimmt, dass der Krieg dem Frieden weichen wird, dass die Menschen allmählich lernen miteinander zu leben. (…) Feuchtwanger, der Anhänger der Aufklärung, hofft auf den Sieg der Vernunft über die Dummheit. Diese Hoffnung hat sich noch nicht erfüllt.“
Für Markus Kolbeck (siehe Weblinks) liegt die Stärke des Romans darin, dass er die „Legende in ein historisch genaues Zeitbild Spaniens im 12. Jahrhundert einpasst, die Geschichte der »Fermosa« mit den historischen Ereignissen verknüpft und ihr auf diese Weise mehr als die übliche tragische Liebesgeschichte abgewinnt.“ Aber bei der Figurenzeichnung fehlt ihm, dass „außer Alfons und Raquel (…) sich eigentlich keine der Figuren [wandelt].“ Er resümiert: „Insgesamt ein gut lesbarer, stoffreicher Roman über die hochmittelalterliche Phase der Reconquista.“

## Andere Bearbeitungen der Thematik
Der Stoff wurde bereits in der Vergangenheit literarisch bearbeitet: Wichtigste Beispiele sind Franz Grillparzers historisches Bühnenstück Die Jüdin von Toledo (1855) und Lope de Vegas Las paces de los Reyos y Judía de Toledo (1617), an das sich Grillparzers Stück anlehnt, sowie Luis de Ulloas Dichtung Raquel (1650).
Die Jüdin von Toledo war Feuchtwangers vorletzter Roman und führte ihn thematisch zur Geschichte des Judentums zurück, deren jüngste Ereignisse er als deutscher Jude am eigenen Leib erfahren hatte. Zwischen den Figuren der Raquel, die vom Volk „die Schöne“, die Fermosa genannt wurde, aber vor allem zwischen der Figur ihres Vaters, des Kaufmannes Jehuda Ibn Esra, und der Figur des Joseph Süß Oppenheimer aus Feuchtwangers Roman Jud Süß gibt es zahlreiche Parallelen. Auch gibt es Gemeinsamkeiten mit der Figur des Flavius Josephus, des Protagonisten von Feuchtwangers Josephus-Trilogie.
Die Gemeinsamkeit dieser Figuren ist ihre Gratwanderung zwischen religiöser Tradition und kosmopolitischem Aufbruch sowie ihrem jüdischen Kulturkreis in der Diaspora und einer latent oder offen judenfeindlichen Gesellschaft, die sie umgibt. Zudem treibt die Protagonisten die philosophische Frage um, wie sich der Mensch in der Welt verhalten soll: aktiv handelnd oder kontemplativ verzichtend.

## Feuchtwanger und das Buch Ester

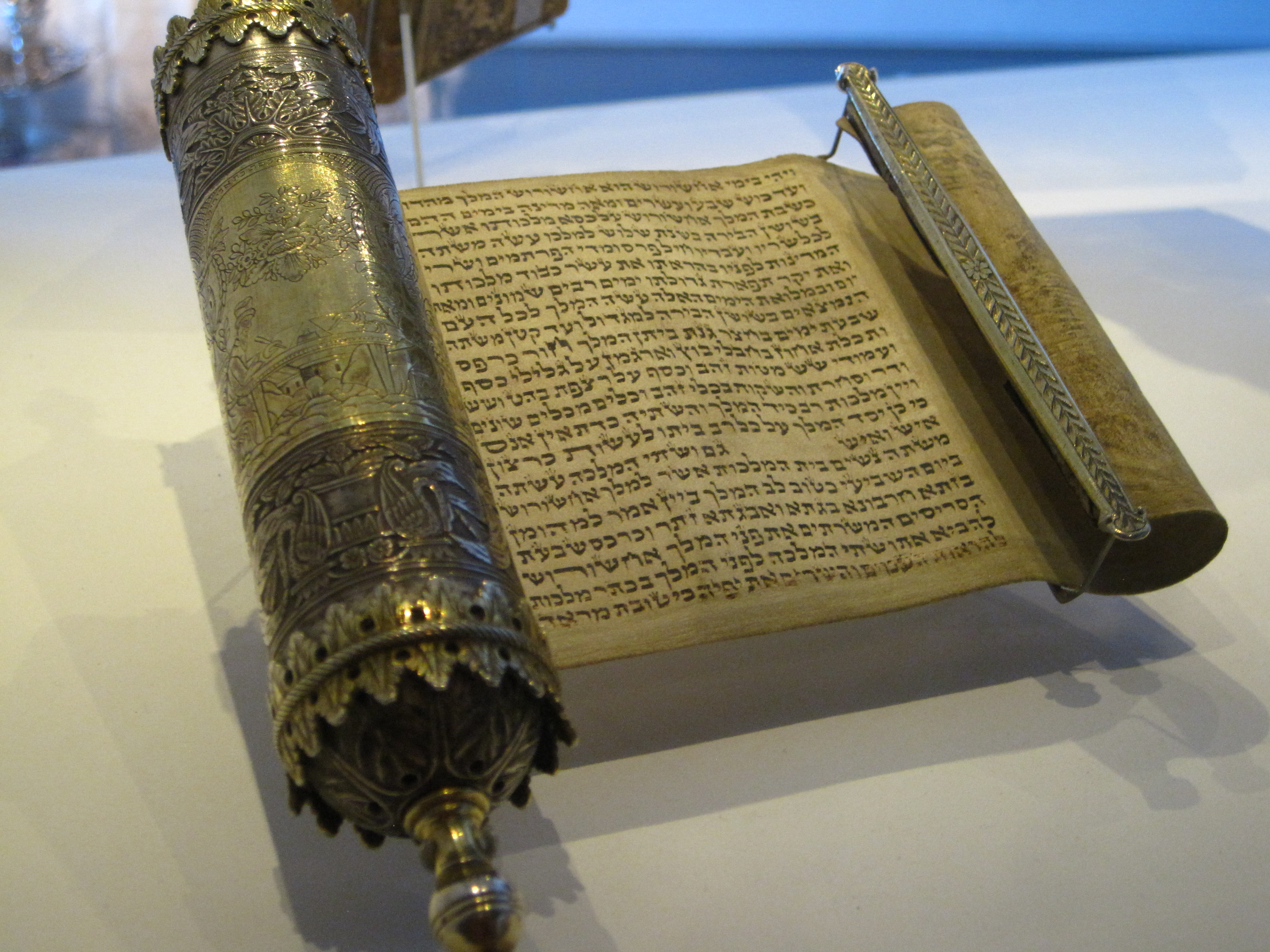
Schriftrolle mit dem Buch Ester

Das biblische Buch Ester erzählt die Verhinderung eines angekündigten Pogroms durch eine junge Frau. Ester überzeugt den König, statt der Juden alle Unterstützer seines obersten Beamten Haman „samt Kindern und Frauen“ umbringen zu lassen. Die Juden „nahmen Rache an ihren Feinden und ermordeten von ihren Hassern fünfundsiebzigtausend.“ Ester und Mordechai, ihr Adoptivvater, schreiben die Ereignisse ihrer Rettung auf, senden einen Brief an die jüdischen Gemeinden in allen Provinzen und bestimmen, ihre Rettung in Zukunft mit dem Purim-Fest zu feiern. Feuchtwanger schätzte an dem „kleinen Roman“ den Kunstgriff des „objektiven Tons“: Gott wird in der hebräischen Fassung nicht genannt, wohl aber in den Ergänzungen der griechischen Texte. Die Objektivität sei bei genauerer Betrachtung ein „Hirngespinst“ und das Ganze ein „Märchen“, in welchem gerade die Heldin Ester eine Marionette in der Hand ihres Vormunds sei: „Sie wird von außen bewegt, sie ist ganz und gar passiv.“ 

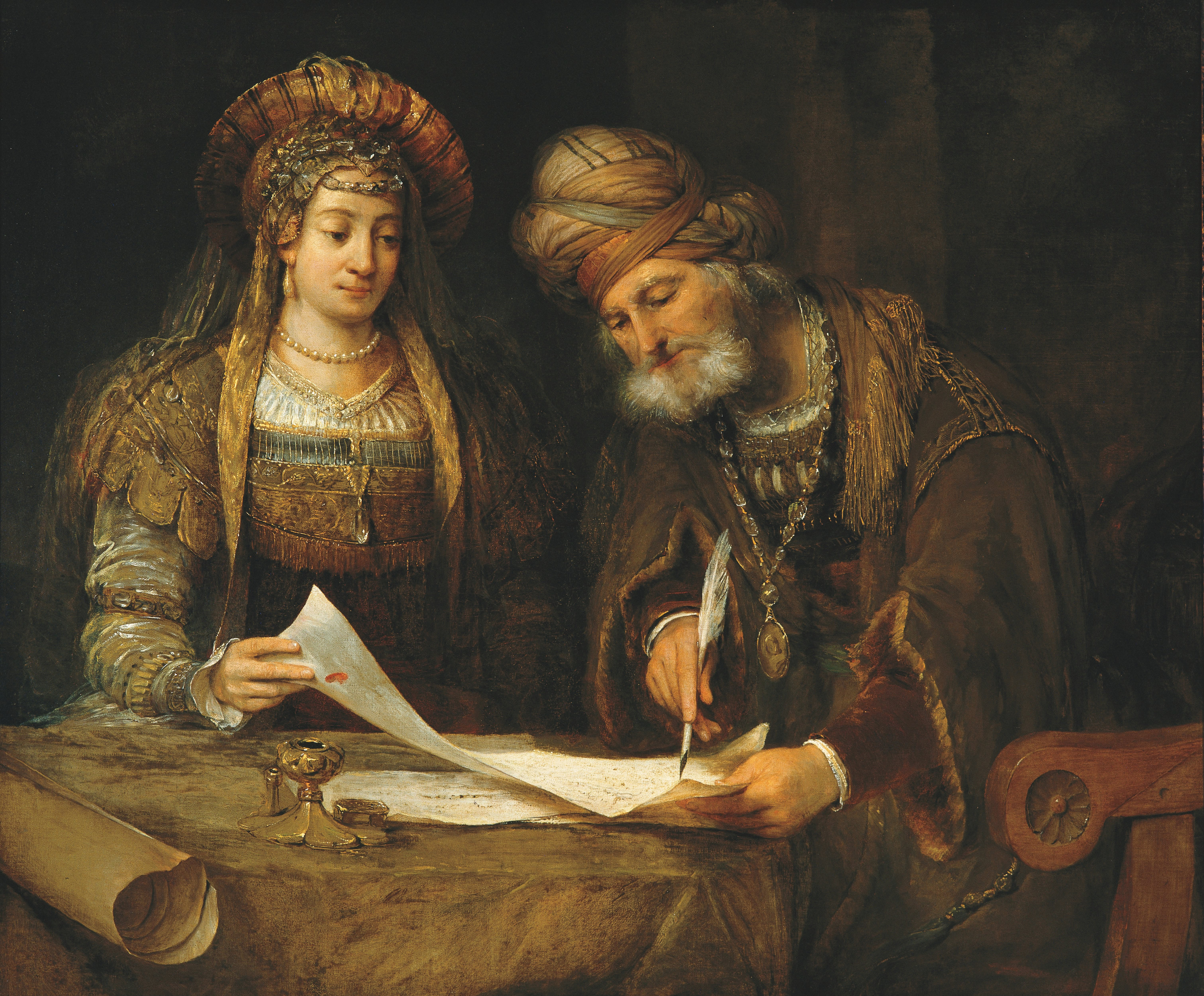
Ester und ihr Adoptivvater Mordechai verpflichten die jüdischen Gemeinden schriftlich zur Feier des Purim-Festes (Arent de Gelder 1675)

Dieses „Märchen“ wollte Feuchtwanger schon seit Jahren bearbeiten, aber erst 1953/54, nach intensiverem Studium der Legende König Alfonsos und der Jüdin Raquel, konnte er seine Ideen in eine nachvollziehbare Handlung umsetzen. Im Nachwort zur Ausgabe des Aufbau-Verlages sieht Feuchtwanger die Stärken seiner Bearbeitung in der Kontextualisierung der Liebesgeschichte, in der Entwicklung eines differenzierten Charakters für seine Raquel-Figur und einer auch für seine Gegenwart, den Kalten Krieg, anschaulichen Darstellung der gefährlichen Attraktivität von Kriegslust und Heldentum.

## Adaptionen
- An der Deutschen Oper am Rhein wurde 2008 eine Ballett-Bearbeitung des Stückes von Youri Vàmos aufgeführt. Die Musik hierzu wurde von Irmin Schmidt komponiert.
- An der Landesbühne Niedersachsen Nord wurde 2012 eine Theater-Bearbeitung des Romans von Kristo Šagor uraufgeführt.[91] Die Regie führte Alexander Schilling.

## Ausgaben
- Lion Feuchtwanger: Spanische Ballade. Roman. Rowohlt, Hamburg 1955.
- Lion Feuchtwanger: Die Jüdin von Toledo. Aufbau-Verlag, Berlin 1955.
- Lion Feuchtwanger: Die Jüdin von Toledo. Roman. 4. Auflage. Aufbau-Taschenbuch, Berlin 2003, ISBN 3-7466-5615-X.